# パークシティLaLa横浜

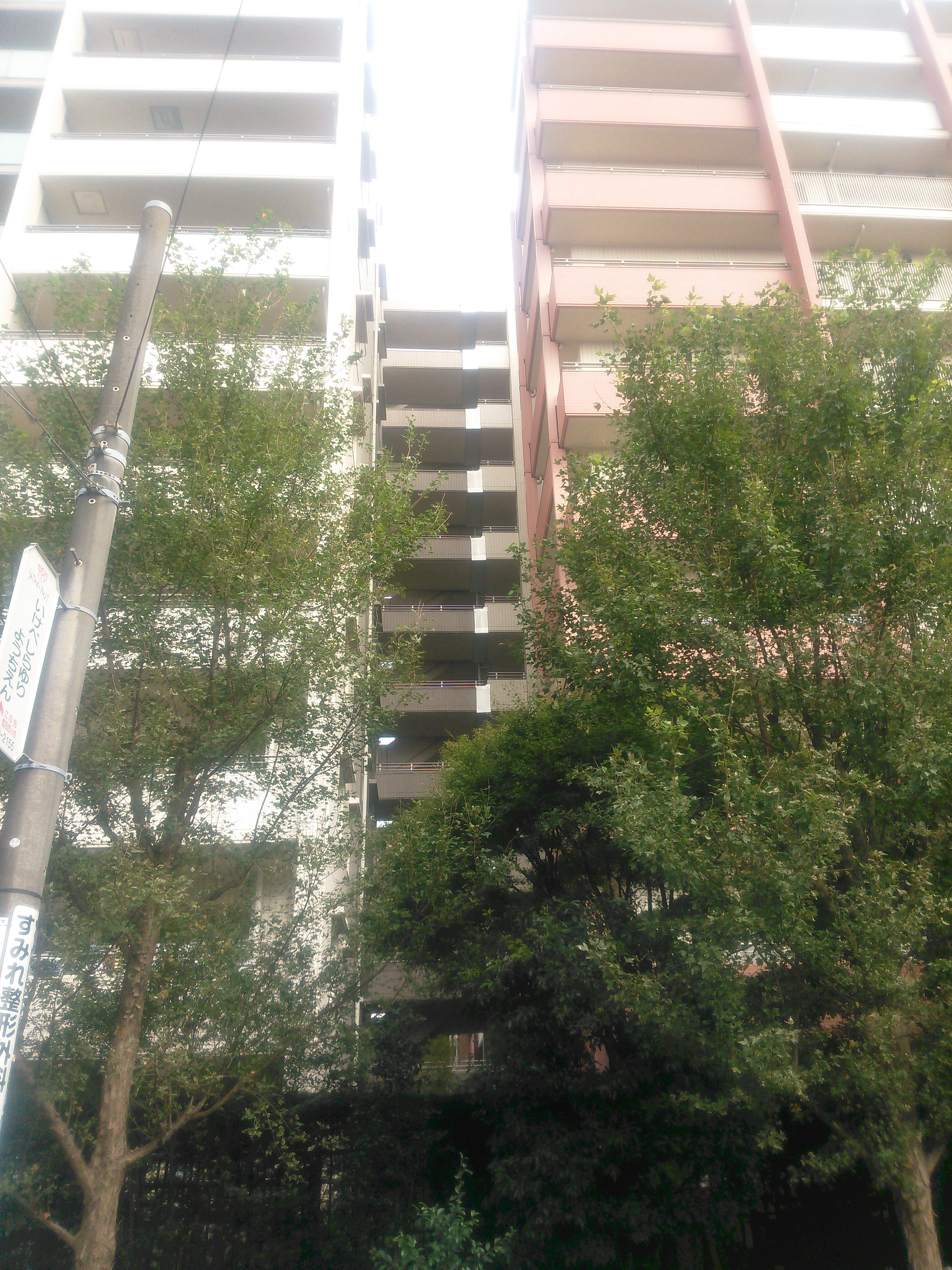
西側公道より。連結部左側の棟の手すりが、右側の棟より下がっているのが確認できる

パークシティLaLa横浜（パークシティララよこはま）は、2007年11月に完成した、横浜市都筑区にある705戸4棟からなる分譲マンション。隣接するショッピングセンター「ららぽーと横浜」と一体で開発された。地上12階建、敷地面積は30,380.06m2。所在地は神奈川県横浜市都筑区池辺町4035-13。
建設の欠陥が2015年10月に指摘された。事業者は三井不動産と明豊エンタープライズ、設計・施工は三井住友建設、販売は三井不動産レジデンシャル。
2011年にパークシティLaLa横浜自治会が設立された（池辺町連合自治会に未加入）。パークシティLaLa横浜管理組合は横浜市資源集団回収登録団体のひとつ。
社会福祉法人貴静会が設置する認可保育所「ゆうぽーと保育園」が隣接する。

## 建設
鉄筋コンクリート構造、地上12階建、敷地面積は30,380.06m2。専有面積80m2の部屋を主としており、「ららぽーと横浜」との提携サービスなどソフト面の充実が図られている。2006年時点で分譲価格は坪単価155万円だった。
建設は三井不動産と明豊エンタープライズの共同事業であり（事業途中で三井不動産から三井不動産レジデンシャルに移管）、総合不動産業の強みをいかす複合開発とされた。設計・施工は三井住友建設で、一次下請けとして日立ハイテクノロジーズ、二次下請けとして旭化成建材が関与した。着工2005年11月30日、竣工2007年11月、ららぽーと横浜と一体での総工費は550億円。日本電気横浜事業場跡地を用地とした。建設には都市計画提案制度が活用され、都市みらい推進機構平成23年度土地活用モデル大賞審査委員長賞を受賞した。

## 欠陥
2015年10月、虚偽データに基づいた工事が行われ、複数の杭が地中の強固な地盤に届いておらず建物が傾いている不祥事が発覚。耐震の安全性が疑われた。
「（棟をつなぐ部分の）手すりがずれている」との複数の住民の指摘を受け、三井不動産レジデンシャルと三井住友建設が2015年8月に調査したところ、4棟あるうちの1棟で傾いていた。三井不動産レジデンシャルによると、2014年11月から調査が実施されていた。三井不動産レジデンシャルの調査によると、傾いた棟にある計52本の杭のうち28本を調べたところ地盤の強固な支持層に達していない杭が6本あり、長さ不足の杭が2本あった。三井住友建設の社内調査によると、地盤調査を行ったように装う虚偽データが作られていた。なお当初、三井不動産レジデンシャルは『東日本大震災の影響』として抗弁していた。
同じ横浜市では、熊谷組が施工し住友不動産が分譲したマンション「パークスクエア三ツ沢公園」で前年（2014年）にも同様の問題が発覚し、掘削が浅いのに支持層に到達したと誤認していたことが分かり、後日住友不動産が買取などを申し出た。

### 対応
国土交通省は単純な施工ミスでなく虚偽データが使われた事態を重くみて、2015年10月14日までに他の物件の調査を施工会社の三井住友建設に指示した。横浜市長林文子は、同28日に構造計算の評価に関しての支援を国土交通省に緊急要請、、杭打ち工事を担当した旭化成建材本社に建設業法違反の疑いで同年11月2日から国土交通省が立ち入り検査を行った。国土交通省は同10月に「基礎ぐい工事問題に関する対策委員会」を設け、2016年2月にパブリックコメントを行った。
同年10月16日と17日施設内の集会所で三井不動産レジデンシャル社長の藤林清隆出席の下、住民説明会が開催され、建て替えの可能性や金銭的補償などが説明され、藤林が謝罪した。旭化成建材社長の前田富弘も謝罪したとみられる。一次下請けの日立ハイテクノロジーズ社長の宮崎正啓も同社の決算会見後アナリスト向け説明会で謝罪した。三井不動産レジデンシャルの説明会は同年10月31日にも横浜市内のホテルで開催された。
この問題で旭化成建材が下請けとして請け負った杭の工事でデータ転用や改竄があったとして、旭化成建材が全額を負担して傾いた建物の補修や他の棟の調査にあたると旭化成が述べた。10月22日に旭化成は外部調査委員会（委員長鈴木和宏）を設置した。
全棟建て替えに必要な住民の五分の四の合意を目指して2015年11月に管理組合がアンケートを行い、その結果によれば住民の約7割が「全棟建て替え」を希望している。2016年2月27日の管理組合の総会で全棟を建て替える方針が承認された。
三井不動産は解体・建て替え関連で約300億円、住民の仮住まい等の補償で約100億円を計上した。
住民は、時間損失以外、金銭的な損害を負うことは無かった。
まず、住民には各戸一律300万円の損害賠償金支給に加え、建替え後の再度入居する場合は、建替期間中（約5年間）の仮住まい住居の家賃保証、住宅ローン金利等の負担、引っ越し費用等、建替起因で発生する費用であれば、その全てを三井不動産に請求することが可能であった。
また、仮住まい住居の選定もは、原則住民の意向（治安や学区、通学通勤理由等）が最優先され、ほぼ意向を通すことができ、同等規模の移転先はもちろんのことグレードアップも許容されていた。住民各々の交渉力が要求されたので、仮住まい先はてんでんばらばらの状態であった。
仮住まいを進めるうちに、仮住まい先を継続、取得したい住民も一定数存在した。例えば、豊洲や武蔵小杉などのタワーマンションを仮住まいにした住民は、交通利便性が、パークシティLaLa横浜の最寄りであるJR鴨居駅徒歩10分超えの物件よりも、はるかに立地、利便性が良いためそのような傾向が目立った。それについては、三井不動産は認めていない。
ただ、そもそもがファミリー向けのマンションであっため、建替え期間5年という時間は極めて長く、例えば、子供が巣立ってしまった、夫婦2人では広すぎる、逆もしかりで子供が増えて手狭など、購入時の目的からずれてしまった事例がたくさんある。
また、再入居を希望しない場合は、不動産取得費用含む購入価格での買取、三井ブランドの同等クラス以上のマンションへの等価交換移住等柔軟な対応が取られた。
その後全棟が解体され、2018年6月より建て替え工事が始まり、2021年2月に全棟の建て替え工事が竣工し、一時転居していた住人の再入居が始まった。建て替え前に三井不動産が買取り、空きとなっていた部屋は再販売される予定。

### 原因
2015年12月の国土交通省の有識者会議の中間とりまとめ報告書は問題点として、元請けによる総合的な企画調整の欠如、下請け主任技術者・工事管理者などの体制の問題、元請けと施工会社との間での齟齬などを指摘した。
旭化成の外部調査委員会は2016年1月の中間報告で同社内でのデータ軽視の姿勢をデータ流用の一因として指摘した。同社社内の調査委員会は2016年2月の中間報告で、別件でのデータ流用問題がLaLa横浜以前に3件報告されていたにもかかわらず対策を怠っていたことを認めた。
この問題によりにより杭打ち業界全体への不信が広まったとして、東京商工リサーチが動向を調査し建設工事における多重下請の構造がデータ偽装の根底にある可能性を2015年10月に指摘した。